# Eyes, Nose, Lips
"Eyes, Nose, Lips" (hangul: 눈, 코, 입; rr: Nun, Ko, Ip) é uma canção do cantor sul-coreano Taeyang. Foi lançada em 3 de junho de 2014, servindo como single de seu segundo álbum de estúdio Rise (2014). A canção foi escrita por Taeyang juntamente com Teddy Park e produzida pelo último com Dee.P, PK e Rebecca Johnson. Musicalmente, trata-se de uma canção de R&B de andamento lento, enquanto seu tema lírico refere-se a saudade de um amor do passado.
"Eyes, Nose, Lips" recebeu opiniões positivas da crítica especializada, que a considerou uma das melhores canções de K-pop lançadas em 2014 e elogios foram igualmente direcionados aos vocais de Taeyang. Comercialmente, foi bem sucedida liderando a parada sul-coreana Gaon, tornando-se mais tarde a terceira canção mais vendida em formato digital no país, além disso, atingiu a terceira posição na parada estadunidense Billboard World Digital Songs. "Eyes, Nose, Lips" venceu diversos prêmios, dentre eles o de Canção do Ano nas premiações sul-coreanas Melon Music Awards, Mnet Asian Music Awards e Golden Disc Awards.

## Antecedentes e composição
Durante o processo de gravação e produção do álbum Rise, diversas canções foram escolhidas como as possíveis faixas título do álbum. No fim de 2013, quando o mesmo estava quase concluído, Taeyang decidiu trabalhar mais no projeto, e posteriormente mais faixas foram adicionadas. "Eyes, Nose, Lips" foi a última canção a ser incluída em Rise e tornou-se a sua faixa título, Yang Hyun-suk, executivo da YG Entertainment, explicou a escolha ao dizer que: "[...] cada vez que uma nova música era adicionada, ela era excelente o suficiente para ser a faixa título, mas 'Eyes, Nose, Lips' tornou-se a canção título porque quando Taeyang cantou a primeira linha, foi algo tão poderoso que nossos planos dos últimos anos simplesmente se evaporaram". Em 29 de maio de 2014, a escolha foi anunciada juntamente com a data de seu lançamento para 3 de junho.
"Eyes, Nose, Lips" é uma canção lenta de R&B, definida pelo compasso de tempo comum, com um ritmo moderado de 72 a 76 batidas por minuto e composta na clave de Dó maior. Ela expressa liricamente a saudade de um amor do passado. Taeyang durante entrevista à Billboard, descreveu seu processo de criação dizendo:
| “ | Enquanto Teddy estava escrevendo os acordes, a Becca veio e escreveu a melodia aqui. Eu gostei muito, e achei que poderia colocar um toque diferente com a minha voz. Depois de terminar as gravações da demo, discuti minhas experiências pessoais com Teddy, que achou que seria legal incorporá-las como letras. Então nós fomos capazes de escrever uma canção juntos sobre sentir falta de um antigo amor, relembrando seus olhos, nariz e lábios. É uma faixa muito emocional. | ” |

Uma versão em língua japonesa da canção, contendo letras de Emyli foi incluída no álbum japonês de Taeyang, Rise + Solar & Hot lançado em agosto de 2014.

## Promoção
A fim de promover "Eyes, Nose, Lips", Taeyang apresentou a canção pela primeira vez no programa Inkigayo da SBS em 6 de junho de 2014. Seguido do programa M Countdown da Mnet. Ele também cantou a canção no talk show You Hee-yeol's Sketchbook. Em 15 de junho, a YG Entertainment anunciou um "projeto de regravações" realizado por seus artistas. A dupla Akdong Musician foi a primeira a lançar uma versão de "Eyes, Nose, Lips". Seguidos por Tablo, que inseriu uma versão de rap, com Taeyang cantando durante sua ponte. Lydia Paek foi a terceira artista a realizar uma versão da canção para o projeto. Mais tarde, na página oficial de Taeyang no Facebook, foi anunciado a abertura de um concurso de regravações a fim de ser realizado pelo público em geral.
Em agosto do mesmo ano, "Eyes, Nose, Lips" foi inserida na primeira turnê mundial de Taeyang, a Rise World Tour, iniciada em Osaka, Japão.

## Recepção da crítica
"Eyes, Nose, Lips" recebeu críticas positivas dos críticos de música, sendo nomeada como uma das melhores canções do ano e levando Taeyang a receber diversos prêmios. Para a revista Dazed, o single é uma canção sólida do álbum, enquanto Melody L. Goh, da publicação The Star, escreveu que Taeyang "pode ter acabado de atingir o ouro musical" com a canção. Douglas Markowitz do jornal Miami New Times, afirmou que "mesmo que você não possa entender as letras, você pode sentir a paixão em sua voz".
Jakog Dorof da publicação Noisey, descreveu "Eyes, Nose, Lips" como "dolorosamente bonita, assim como deve ser a garota descrita nela—uma compilação cuidadosa, construída em direção a uma das mais bem merecidas catarses do ano". Para Scott Interrante da publicação PopMatters, a canção é "emocionalmente poderosa", além disso, o mesmo apreciou os vocais de Taeyang e o seu respectivo vídeo musical. Adicionalmente, o website Kult Scene elogiou a mesma e notou que Taeyang "permite que os ouvintes sintam a tristeza e a raiva da situação declarada na faixa" e acrescentou que "Eyes, Nose, Lips" é a sua canção mais vulnerável e que "será considerada uma de suas melhores canções".

## Vídeo musical
O vídeo musical de "Eyes, Nose, Lips" foi dirigido por Han Sa-min e lançado na mesma data da canção. Nele, Taeyang se afasta dos movimentos de dança. A produção se concentra em sua imagem cantando, com o sol brilhando ocasionalmente ao fundo. Taeyang se move juntamente com a câmera em um lugar escuro e desconhecido. Nos últimos segundos do vídeo musical, a fotografia de uma mulher, identificada como a atriz Min Hyo-rin, surge atrás de si e, à medida que a imagem se queima, a voz de Taeyang atinge o clímax como se estivesse a explodir.
Em 7 de outubro de 2017, o vídeo musical de "Eyes, Nose, Lips", tornou-se o primeiro vídeo de Taeyang a atingir mais de cem milhões de visualizações na plataforma de vídeos Youtube.

## Desempenho nas paradas musicais
Na Coreia do Sul, "Eyes, Nose, Lips" estreou no topo da Gaon Digital Chart e Gaon Download Chart com vendas de 322,577 mil downloads digitais pagos, além de posicionar-se em número três na Gaon Streaming Chart com 4,5 milhões de transmissões. Na semana seguinte, liderou a Gaon Streaming Chart, permanecendo cinco semanas consecutivas no topo. Posteriormente, a canção encabeçou as paradas mensais das supracitadas paradas, atingindo vendas de 765,833 mil cópias digitais e 21,7 milhões de transmissões no mês de junho de 2014. "Eyes, Nose, Lips" tornou-se a terceira canção mais vendida na Coreia do Sul no ano de 2014.
Na parada Billboard K-Pop Hot 100, "Eyes, Nose, Lips" posicionou-se em número 34 durante sua primeira semana de lançamento, subindo para a primeira colocação na semana seguinte, o que rendeu a Taeyang, sua primeira canção número um na parada. Nos Estados Unidos, "Eyes, Nose, Lips" atingiu seu pico de número três na Billboard World Digital Songs.
| Paradas (2014)                                 | Melhor posição |
| ---------------------------------------------- | -------------- |
| Coreia do Sul (Gaon Weekly Digital Chart)      | 1              |
| Coreia do Sul (Gaon Monthly Digital Chart)     | 1              |
| Coreia do Sul (Gaon Weekly Download Chart)     | 1              |
| Coreia do Sul (Gaon Weekly Streaming Chart)    | 1              |
| Coreia do Sul (Billboard K-pop Hot 100)        | 1              |
| Estados Unidos (Billboard World Digital Songs) | 3              |

| País          | Parada                     | Vendas    |
| ------------- | -------------------------- | --------- |
| Coreia do Sul | Gaon Download Chart (2014) | 1,613,109 |

| Paradas (2014)                              | Posição |
| ------------------------------------------- | ------- |
| Coreia do Sul (Gaon Yearly Digital Chart)   | 2       |
| Coreia do Sul (Gaon Yearly Download Chart)  | 3       |
| Coreia do Sul (Gaon Yearly Streaming Chart) | 5       |

## Prêmios e indicações
| Ano  | Prêmio                  | Categoria                            | Resultado | Ref.   |
| ---- | ----------------------- | ------------------------------------ | --------- | ------ |
| 2014 | Melon Music Awards      | Prêmio de Melhor R&B/Soul            | Indicado  | [ 36 ] |
| 2014 | Melon Music Awards      | Canção do Ano                        | Venceu    | [ 36 ] |
| 2014 | Mnet Asian Music Awards | Canção do Ano                        | Venceu    | [ 37 ] |
| 2014 | Mnet Asian Music Awards | Melhor Performance Vocal - Masculino | Venceu    | [ 37 ] |
| 2015 | Golden Disc Awards      | Canção do Ano                        | Venceu    | [ 38 ] |
| 2015 | Gaon Chart K-Pop Awards | Canção do Mês (Junho)                | Venceu    | [ 39 ] |
| 2015 | Myx Music Awards        | Vídeo Favorito de K-Pop              | Indicado  | [ 40 ] |

### Honras
| Publicação     | Honra                                   | Posição | Ref.   |
| -------------- | --------------------------------------- | ------- | ------ |
| Channel V Asia | As 15 Melhores Canções de K-pop de 2014 | 1       | [ 41 ] |
| IZM Magazine   | Singles do Ano de 2014                  | 2       | [ 42 ] |
| PopMatters     | O Melhor do K-pop de 2014               | 8       | [ 18 ] |
| Noisey         | As 20 Melhores Canções de K-pop de 2014 | 14      | [ 17 ] |
| Kult Scene     | Top 20 Canções de K-pop de 2014         | 19      | [ 19 ] |

### Vitórias em programas de música
| Data                | Programa         | Emissora |
| ------------------- | ---------------- | -------- |
| 15 de junho de 2014 | Inkigayo         | SBS      |
| 22 de junho de 2014 | Inkigayo         | SBS      |
| 6 de julho de 2014  | Inkigayo         | SBS      |
| 12 de junho de 2014 | M Countdown      | Mnet     |
| 19 de junho de 2014 | M Countdown      | Mnet     |
| 3 de julho de 2014  | M Countdown      | Mnet     |
| 14 de junho de 2014 | Show! Music Core | MBC      |
| 20 de junho de 2014 | Music Bank       | KBS      |

## Histórico de lançamento
| Região        | Data                | Formato          | Gravadora        |
| ------------- | ------------------- | ---------------- | ---------------- |
| Mundo         | 3 de junho de 2014  | Download digital | YG Entertainment |
| Coreia do Sul | 3 de junho de 2014  | Download digital | YG Entertainment |
| Mundo         | 10 de junho de 2014 | CD               | YG Entertainment |
| Coreia do Sul | 10 de junho de 2014 | CD               | YG Entertainment |